# Столониферы
Столониферы (лат. Stolonifera) — подотряд мягких кораллов отряда Alcyonacea. Члены этого таксона характеризуются наличием отдельных полипов, отходящих от покрытого коркой горизонтального ветвящегося столона. Скелет включает спикулы или состоит из роговой наружной кутикулы. Эти мягкие кораллы встречаются в мелководных морях с тропическим и умеренным климатом.

## Семейства
Согласно Мировому регистру морских видов, в этот подотряд включены следующие семейства:
- Acrossotidae
- Arulidae
- Clavulariidae
- Coelogorgiidae
- Cornulariidae
- Pseudogorgiidae
- Tubiporidae